# 권도환
권도환는 대한민국의 드라마 작가이다. 

## 극본

### 드라마
- 2022년 tvN 월화 미니시리즈 《링크:먹고 사랑하라, 죽이게》 ... 공동집필